# Craig Brown
James Craig Brown (Hamilton, 1º luglio 1940 – Ayr, 26 giugno 2023) è stato un calciatore e allenatore di calcio scozzese, di ruolo centrocampista.

## Palmarès

### Giocatore

#### Competizioni nazionali
- Campionato scozzese: 1

Dundee: 1961-1962
- Scottish Second Division: 1

Falkirk: 1969-1970

### Allenatore

#### Competizioni nazionali
- Scottish Division Three: 2

Clde: 1977–1978, 1981–1982